# Richard Ramirez
Pour les articles homonymes, voir Ramirez.
Ricardo Leyva Muñoz Ramírez dit Richard Ramirez (né à El Paso (Texas) le 29 février 1960 et mort dans la prison d'État de San Quentin en Californie le 7 juin 2013), est un tueur en série américain ayant sévi à Los Angeles et San Francisco en 1985. Il a été condamné à la peine de mort pour avoir commis 11 viols, et 14 meurtres.

## Biographie
Richard Ramirez, d'origine mexicaine, est issu d'une fratrie de quatre enfants (deux frères et une sœur), dont il est le benjamin. Ramirez est né à El Paso, Texas, le 29 février 1960. Son père Julian, était ouvrier sur les chemins de fer. C'était un homme instable émotionnellement et impulsif. Souvent absent, la maisonnée "respire" lorsqu'il n'est pas là. 
Mercedes Ramirez, sa mère, une femme très pieuse, était teinturière dans une usine de bottes. Richard, enfant turbulent, est victime de plusieurs blessures à la tête pendant son enfance. Il souffre également d'épilepsie temporale et commence à avoir des hallucinations mystiques dès son enfance.
À seulement 12 ans, Richard « Richie » est très influencé par son cousin, Miguel « Mike », un vétéran de la guerre du Vietnam. Celui-ci montrait à Richard plusieurs photos polaroid de ses victimes, des femmes vietnamiennes qu'il avait violées, en lui décrivant tout ce qu'il faisait.
Sur plusieurs photos, Mike posait avec la tête décapitée de ses victimes. 
Ramirez, qui avait déjà commencé à fumer de la marijuana depuis l'âge de 10 ans, crée un lien avec Mike à travers ses histoires. Mike apprend à Richard plusieurs techniques pour tuer. 
En même temps, Ramirez cherche à quitter le domicile familial pour échapper aux colères de son père, lui-même aux prises avec les problèmes de drogue et de délinquance de ses plus grands fils. Richard part donc habiter chez Mike, et rencontre par la même occasion une jeune femme du même âge que lui nommée Anne-Maria d’origine allemande et russe.
Le 4 mai 1973, il est témoin du meurtre de la femme de son cousin. Mike tire sur sa femme avec un revolver de calibre 38 lors d'une dispute. Il déménage ensuite chez sa grande sœur Ruth et son mari, Roberto. Roberto est un voyeur qui va espionner des femmes la nuit. Il prend Richie sous son aile et l'emmène avec lui lors de ses sorties nocturnes. 
Plus tard, Richard commence à s'intéresser au satanisme. L'adolescent développe des tendances sadiques et s'intéresse au sexe.

### Les faits et l'enquête
Richard Ramirez a été surnommé par la presse américaine « the Night Stalker » (en français le « Traqueur Nocturne ») en référence à la chanson Night Prowler (en) d'AC/DC, qui était la chanson préférée de Richard Ramirez. Contrairement aux autres tueurs en série qui amènent leurs victimes chez eux ou dans des endroits isolés, Ramirez pénètre dans les habitations, puis tabasse, viole et parfois tue les femmes d'une balle dans la tête. Los Angeles étant alertée de la présence d'un tueur, les habitants deviennent très vigilants ; le tueur préfère alors aller commettre des meurtres à San Francisco.

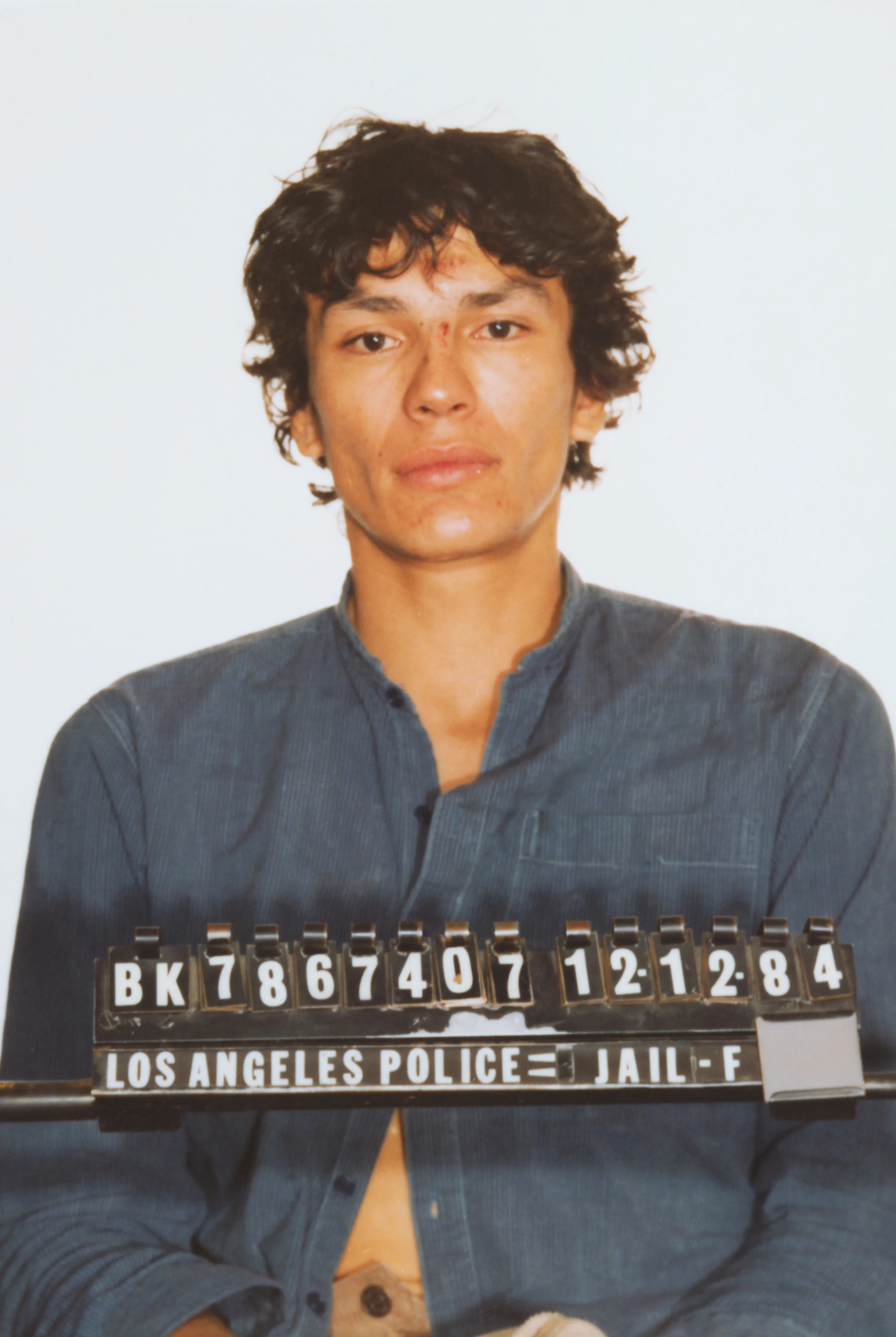
Richard Ramirez en 1984.

La police finit par retrouver des empreintes du tueur dans une voiture que celui-ci a volée. Son identité est retrouvée, sa photographie d'identité judiciaire (prise à la suite d'une arrestation le 12 décembre 1984 pour un vol de voiture) publiée. Le 31 août 1985, trois femmes mexicaines le repèrent dans un magasin de Los Angeles, d'après son portrait-robot diffusé dans des journaux. Pourchassé, il se réfugie dans le barrio de Los Angeles, territoire des gangs mexicains. Reconnu par une femme, il la frappe et lui vole les clés de sa voiture, si bien qu'il devient la cible d'un lynchage populaire. L'intervention de la police lui évite d'être tué.
Richard Ramirez se prenait pour une sorte de démon, impitoyable, cruel, décidant de la vie et de la mort de chacun, et insaisissable. Richard Ramirez affirmait écouter en boucle dans sa voiture « Night Prowler » d'AC/DC à la recherche de ses victimes, et abandonna sur une des scènes de crime une casquette de baseball marquée du logo du groupe. Cette influence, bien que jamais établie lors de son procès, déclencha aux U.S.A. une vive polémique dans les médias, attisée par les groupes de fondamentalistes religieux, sur la responsabilité des groupes de rock et d'AC/DC en particulier dans une supposée dérive de la jeunesse et une incitation au satanisme. Le groupe AC/DC dut notamment annuler une série de concerts sur la côte est des États-Unis sous la pression de ligues de vertus américaines en 1984-1986, période au cours de laquelle la couverture médiatique de l'arrestation de Richard Ramirez fut la plus grande.
Frank Salerno et Gil Carrillo, les policiers chargés de l’enquête, étudièrent chaque scène de crime minutieusement, et ils constatèrent sur plusieurs scènes de crimes des empreintes de chaussures. Après analyse et recherche, l’empreinte correspondait à des baskets de la marque « Avia » ayant une semelle aérobic d’une pointure 45-46 et il s’avérait que seulement 6 paires noires en pointure 45 et demi avaient été conçues dans le monde par la marque « Avia », dont 5 en Arizona et 1 seule à Los Angeles qui appartenait au tueur.
Seulement Dianne Feinstein, la maire de San Francisco, lors d’une conférence de presse, dévoila des informations importantes sur les meurtres qui n’avaient pas été divulguées, telles que l’empreinte de pas qui connectait les scènes de crimes. Le tueur, après avoir entendu les informations, changea de paire de chaussures, et plus jamais les policiers ne retrouveront d’empreintes de chaussures dans les scènes de crimes, plus aucune connexion ne pouvait être faite.

### Procès et condamnations
Richard Ramirez est reconnu coupable du meurtre de 13 personnes, mais également de 5 tentatives de meurtres, 11 viols et 14 vols aggravés avec effraction. Il se présente comme un sataniste en arrivant dans la salle d'audience du tribunal en 1988, et s'était dessiné des pentacles sur la paume de chacune de ses mains, déclare :

« Vous ne me comprenez pas. Vous n'en êtes pas capables ! Je suis au-delà de votre expérience. Je suis au-delà du Bien et du Mal... »

Il est condamné à mort et demeure emprisonné de 1989 à 2013 dans le couloir de la mort de la prison d'État de San Quentin en Californie, dans l'attente de son exécution.
Le 3 octobre 1996, il se marie en prison avec Doreen Lioy, une journaliste indépendante.
Le 7 août 2006, son appel est rejeté par la Cour Suprême de Californie, la sentence est confirmée.

### Mort
Richard Ramirez meurt le 7 juin 2013 à l'âge de 53 ans d'un lymphome au Marin General Hospital, selon les services correctionnels de Californie.

### Documentaires télévisés
- (en) Serial Killers (1994), documentaire, Wavelength Video
- (en) History's Mysteries: Infamous Murders (2001), documentaire de Jonathan Martin
- (en) A&E - Biography - Richard Ramirez: The Night Stalker, 2006, documentaire (A&E Home Vide)
- « Richard Ramirez : le traqueur de la nuit » dans Portraits de criminels sur RMC Story et sur RMC Découverte.
- Le traqueur de la nuit, chasse à l'homme en Californie, 2021, mini-série documentaire sur Netflix.

### Filmographie
- (en-US) Nightstalker (2002), film de Chris Fisher
- (en-US) Manhunt: Search for the Night Stalker (1989), film de Bruce Seth Green -

### Télévision
- (en-US) American Horror Story (2015), saison 5, épisodes 4 et 12, interprété par Anthony Ruivivar.
- (en-US) American Horror Story (2019), saison 9, interprété par Zach Villa.